# 弾棋

弾棋

弾棋（だんぎ、たんぎ、だんき）は、中国古代の遊戯であり、漢代から唐代まで遊ばれた。「弾棊・弾碁」とも書く。その名の示すとおり、駒を盤上ではじいて、その技能を争うものであったようだ。
多くの文献で言及されているが、そのルールには不明な点が多い。

## ルール
弾棋のルールをある程度具体的に記したものには、魏の邯鄲淳『芸経』と、唐の柳宗元「序棋」があるが、両者はかなり異なっている。時代によってルールが異なるのかもしれない。
『芸経』などによると、弾棋は2人で遊ぶゲームで、石でできた盤と木製（または象牙）の駒を使った。盤は中央がまるく盛りあがっており、四辺が低くなっていた。駒はひとり6枚で、交代に駒をはじいた。
柳宗元によると、弾棋の盤は木製で、中央は丸く高くなっており、24個（おそらくひとり12個）の駒を下に置く。駒は上下2種類が朱墨で色分けされており、下の駒は2個で駒1個を取れるようになっていた。

## 歴史
3世紀の傅玄「弾棋賦序」によると、前漢の成帝は蹴鞠を好んでいたが、劉向が蹴鞠は疲れるので皇帝のやるべきものではないとして止めた。そこで成帝は蹴鞠に似たルールの弾棋を考案したという。『西京雑記』も同様の話を載せるが、考案者を劉向とする。著者不明の『弾棋経』にも似た話を載せるが、武帝と東方朔の話にすりかわっている。
後漢では楽成王劉萇（章帝の孫）が親の服喪期間中に弾棋をしていたとして批判されている。また梁冀が弾棋を好んだという。蔡邕は「弾棋賦」を作った。王粲も「弾棋賦」を書いている。
それまで「棋」とは六博を意味していたが、後漢時代に六博が廃れると弾棋を意味するようになった。
三国時代では魏の曹丕が弾棋の名手として知られ、自ら「弾棋賦」を作り、『典論』自叙にもそのことが記されている。『文選』巻42に載せる「与朝歌令呉質書」には「弾碁間設、終以六博」の句がある。なお曹丕に殺された丁廙（丁儀の弟）も「弾棋賦」を書いている。
晋代にも盛んに行われ、『抱朴子』では樗蒲・弾棋にうつつをぬかすことを堕落した生活の代表として批判する。上記の傅玄のほか、夏侯湛も「弾棋賦」を作り、徐広には『弾棋譜』という著書があったらしい（なお、『重較説郛』に徐広『弾棋経』を収録しているが、『隋書』より後の目録にこの書物は見えていないので、おそらく徐広の作ではない）。後趙の石遵は殺されるときに婦人と弾棋をしていたという。
南北朝時代では南朝宋の杜道鞠が弾棋の名人として知られる。また、南朝梁の簡文帝の「弾棋論序」と元帝の「謝東宮賜弾棋局啓」という文が『芸文類聚』に引かれている。
唐代には弾棋はしばしば詩によまれた。
北宋のはじめに太宗が弾棋を学んだという記録が見える。沈括『夢渓筆談』では唐代に書かれた『譜』や自分の見た盤に従って弾棋の説明を行っているが、沈括当時にはこのゲームを行う人はほとんどいないと言っている。
弾棋が廃れると、「棋」は囲碁を意味するようになった。
韓国では「アルカギ（알까기）」という普通の碁盤上で碁石を弾くゲームがある。

## 日本
日本では『和名類聚抄』雑芸類に「弾碁」を載せるものの読みを記さず、漢字音でそのまま呼んだらしい。『源氏物語』などには「たぎ」の名で見え、少なくとも当時は実際に宮中で遊ばれたことや、専用の盤があったことがわかる。
『徒然草』171段には碁盤の上で石をはじくゲームの話があるが、弾棋と関係があるかどうかわからない。
『和漢三才図会』では「弾碁」を「はじき」と読み、おはじきの様子を描いている（盤はない）。すでに何だかわからなくなっていたらしい。
江戸時代の長野美波留『徴古図録』に東大寺所蔵の弾棋盤の図を記す（この図は『古事類苑』にも引かれている）。切妻屋根のように中央が高くなっており、側面の低くなったところに12のマス目が描いてあるが、これは中国の文献が記すところとかなり異なる。『嬉遊笑覧』もこれを弾棋盤と判断している。正倉院では双六盤と呼ばれているが、今でも弾棋盤ではないかという説もある。増川宏一はこの説を疑問とし、やはり双六盤だろうとする。